# Robert Weil (professeur de physique)
Pour les articles homonymes, voir Robert Weil (homonymie).
Robert Weil (22 juillet 1912, Champigneulles-30 janvier 1992, Strasbourg) est un professeur de physique et de chimie français, membre de la Résistance, déporté à Auschwitz puis à Gross-Rosen, et Buchenwald et membre de l’Académie nationale de Metz.

## Éléments biographiques
Robert Weil est né le 22 juillet 1912 à Champigneulles près de Nancy. Il est le fils unique de Baruch Weil (1859-1942) et d'Elizabeth Floner (1873-1973). Son père est courtier en grains. Un de ses oncles est Ernest Weill, Grand Rabbin de Colmar. Il est le père de trois enfants, Ruth, Danielle-Juliette, toutes les deux assassinées à Auschwitz et d'un ancien rabbin de Strasbourg, Alain Weil.
Robert étudie au lycée Kléber à Strasbourg, où il a comme condisciple André Neher.
Durant les vacances, il étudie à la Yechiva de Montreux, en Suisse.
En 1930, il obtient son baccalauréat en mathématiques élémentaires, puis, successivement, une licence (1933) puis un diplôme d'études supérieures de sciences physiques (1935), à la faculté des sciences de Strasbourg. Il continue ses études à Paris, à partir de 1935, tout en enseignant à l'École Maïmonide (voir, Enseignement à Boulogne-Billancourt). Il suit des cours de Édouard Dhorme au Collège de France et de Maurice Liber et de Marcus Cohn à l'École pratique des hautes études et au Séminaire Israélite de France. Il étudie les sciences bibliques et la philologie hébraïque et araméenne. Il renonce à préparer l'agrégation à cause de son respect du chabbat.
Il est professeur adjoint au lycée de Sarreguemines à la rentrée de 1936, puis, en 1938, il devient professeur à l'École pratique et de commerce de Sarreguemines.
Il épouse en 1938 Olga Spingarn (née le 5 octobre 1921), de Sarreguemines, en Moselle, dont la famille est originaire de Cracovie, en Pologne. Elle a 17 ans. Elle est une descendante du Hatam Sofer.
Le 28 mai 1939, leur fille Ruth naît à Neuilly-sur-Seine.
En septembre 1939, avec l'évacuation de Sarreguemines, les familles Spingarn et Weil s'établissent d'abord à Angoulême, puis à Brive. Le rabbin de Brive-la-Gaillarde est le rabbin David Feuerwerker, le beau-frère du Docteur Salomon Gluck, l'ami de Robert Weil.
Le 23 mai 1942, la deuxième fille Weil, Danielle-Juliette, naît à Vichy.

## LaSeconde Guerre mondiale
En octobre 1939, il est nommé professeur à l'École des officiers mécaniciens de marine à Boulogne-sur-Mer.

### Prisonnier évadé, laRésistanceet les maisons d'enfants
Réformé en 1936, il est reconnu apte au service armé le 1er avril 1940. Il suit les cours d'élève-aspirant à Auxerre.
Il est fait prisonnier à Romilly-sur-Seine le 15 juin 1940. Il s'évade en août 1940 et gagne aussitôt la Zone Sud.
Le statut des juifs publié en août 1940 par le gouvernement de Vichy l'empêche de reprendre sa place dans l'enseignement public.
Son cousin, le Dr Joseph Weill, directeur médical de l'Œuvre de secours aux enfants (OSE), lui confie en 1941, en tant que délégué pédagogique la direction de la Maison d'Enfants de Broût-Vernet,,,à Broût-Vernet dans l'Allier. Dans cette institution fondée par le Grand Rabbin Schneour Zalman Schneersohn, il retrouve son ami, le directeur médical Salomon Gluck, qui membre de la Résistance sera déporté pour ne plus revenir.
En 1942, à la demande du Consistoire central, replié à Lyon, il accepte en outre la charge de délégué itinérant pour la région de Pau et les camps d'internement de Gurs et de Rivesaltes. Son rôle est de transmettre aux internés ou aux transfuges des nouvelles de leurs familles, à les pourvoir en menues fournitures, argent, faux papiers et fausses cartes d'alimentation et à diffuser les circulaires secrètes du Consistoire central aux responsables des communautés et les informations sur les autorités et les personnes pouvant apporter un soutien.
Recherché par la Gestapo, Robert Weil quitte Broût-Vernet. En septembre 1943, il prend la direction d'une maison d'enfants à Saint-Paul-en-Chablais, en Haute-Savoie.
En mars 1944, les S.S. poursuivent les maquis de cette région et incendient le village de Bernex, proche de Saint-Paul-en-Chablais. Ils se présentent à la maison d'enfants de l'OSE. Robert Weil avait pu évacuer la centaine de pensionnaires, et les placer à Grenoble, Limoges, en Suisse, ou les confier à des résistants, des prêtres et des pasteurs.
Robert Weil essaie de passer en Suisse avec sa famille. Le 29 avril 1944, ils sont arrêtés près d'Annemasse et détenus à la prison de la Gestapo d'Annemasse.
Ils sont conduits au camp de Drancy et ils font partie du Convoi No 75 en date du 30 mai 1944 à destination d'Auschwitz.

### Lescamps de concentration
Dès l'arrivèe à Auschwitz, Olga (23 ans), Ruth (5 ans) et Danielle (2 ans) sont tuées dans les chambres à gaz.
Robert Weil (il a 32 ans) est affecté dans différents kommandos: laverie et terrassement.
Avec l'avance de l'Armée rouge, les nazis évacuent le 18 janvier 1945 les détenus d'Auschwitz vers le camp de Gross-Rosen, près de Breslau, puis du 7 au 10 février 1945 vers le camp de Buchenwald, par des marches forcées et par une température glaciale.
Le 11 avril 1945 à 11 heures du matin, les troupes américaines du général Patton libèrent Buchenwald.
Dans un état de grande faiblesse, Robert Weil est rapatrié en France le 8 mai 1945, le jour de l'Armistice.

## Professeur àSarreguemines
À la rentrée d'octobre 1945, cinq mois à peine après son retour de déportation, Robert Weil reprend son enseignement au lycée Jean de Pange de Sarreguemines.
De 1947 à 1967, il est président de l'Amicale des professeurs de l'établissement.
Il prend sa retraite en 1974.

## Une nouvelle famille
En 1947, il épouse, en secondes noces, Fanny Spingarn, sa belle-sœur. En 1948, ils ont un fils Alain Weil, qui deviendra rabbin de Clermont-Ferrand, puis de Strasbourg.
En 1986, il quitte Sarreguemines pour venir s'établir à Strasbourg, pour être plus proche de son fils et de ses petits-enfants.
En 1989, Fanny Weil, son épouse, meurt.
Il subit une grave opération à la fin de 1991.
Il meurt à Strasbourg le 30 janvier 1992 et est enterré au Cimetière israélite de Sarreguemines.

## Activités diverses

### Dirigeant communautaire
Il est élu en 1962, membre du Consistoire israélite de la Moselle.
Il est élu en 1966, vice-president du Consistoire israélite de la Moselle.

### l'Académie nationale de Metz
En décembre 1977, il devient membre correspondant de l'Académie nationale de Metz. Il y est reçu le 5 janvier 1978.
Il devient membre associé-libre en 1981, puis membre titulaire en 1983.
Il y fait des communications sur Martin Buber, Edmond Fleg, Haïm Nahman Bialik, Albert Einstein.

### Traductions
De 1973 à 1981, il participe à la traduction française du Talmud entreprise par le rabbinat français sous la direction du Grand Rabbin Ernest Gugenheim. Il fait une traduction commentée, de la Michna, de plusieurs traités concernant la jurisprudence civile et pénale et le droit matrimonial.
En 1988, il traduit de l'allemand, sa langue maternelle la Lettre de Maïmonide sur le calendrier hébraïque.

### Conférencier
Il donne de nombreuses conférences dans le cadre des Amitiés judéo-chrétiennes.

## Distinctions
- Titre de Haver décerné par le Grand Rabbin Jacob Kaplan et par le Grand Rabbin Ernest Gugenheim.
- Médaille de la déportation et de l'internement pour faits de Résistance.
- Croix du combattant volontaire de la Résistance.
- Chevalier de l'ordre national du Mérite en 1969.
- Commandeur des Palmes académiques en 1974.
- Médaille militaire avec croix de guerre en 1979.

### Publications de Robert Weil
- Robert Weil. Les Juifs dans la région de Sarreguemines. In: Joseph Rohr, L'arrondissement de Sarreguemines. Éditions Pierron: Sarreguemines, Publié en 1949, 1966, 1978, 1989[8].
- Robert Weil. Auschwitz, cauchemar d'un déporté. Revue de la Fédération mosellane de l'UNADIF (Union nationale des associations de déportés, internés et familles de disparus), 1957, p. 31-37.
- Robert Weil. Martin Buber (1878 à 1945). Mémoires de l'Académie nationale de Metz, 1979, p. 89-93.
- Robert Weil. Mon séjour dans les camps de concentration allemands d'avril 1944 à avril 1945. Mémoires de l'Académie nationale de Metz, 1979, p. 111-130.
- Robert Weil. Albert Einstein, sa vie, sa pensée. Mémoires de l'Académie nationale de Metz, 1980-1981. p. 166-172.
- Robert Weil. Edmond Fleg, écrivain juif de langue française. Mémoires de l'Académie nationale de Metz, 1983. p. 125-133.
- Robert Weil. Hayim Nahman Bialik, poète de la renaissance de la langue hébraïque. Mémoires de l'Académie nationale de Metz, 1986. p. 109-127.
- Robert Weil. Approche d'une Théologie après le Choa. In: Témoignages. Metz, 1990, p. 37-51 [Brochure à tirage limité].
- Lettre de Maïmonide sur le calendrier hébraïque. [Éditions J. Mayer: Metz, 1849; traduit en allemand par Simon Gerstenkorn, 1902]. Traduction en français par Robert Weil. Éditions Meir: Sarcelles, 1988.

### Biographies
- Robert Weil, 1912 - 1992, par MM. Henri et Charles HIEGEL, Membres titulaires de l'Académie nationale de Metz, sur judaisme-alsalor.fr/